# Oleandra distenta
Oleandra distenta là một loài dương xỉ trong họ Oleandraceae. Loài này được Kunze mô tả khoa học đầu tiên năm 1851.